# Warr Glacier
Warr Glacier är en glaciär i Antarktis. Den ligger i Västantarktis. Inget land gör anspråk på området. Warr Glacier ligger 314 meter över havet.
Terrängen runt Warr Glacier är kuperad. Trakten är obefolkad. Det finns inga samhällen i närheten.